# Stokroosaardvlo
De stokroosaardvlo (Podagrica fuscicornis) is een keversoort uit de familie bladkevers (Chrysomelidae), die tot de tribus Alticini behoort. De wetenschappelijke naam van de soort werd in 1766 gepubliceerd door Linnaeus. De soort komt van nature voor in het Palearctisch gebied.

## Beschrijving
De kever is 3-6 mm lang. De dekschilden hebben een metaalachtige blauw tot groen kleur. Ze zijn verspreid gepunkteerd. De kop, het halsschild en de poten zijn felrood gekleurd. Met uitzondering van de zwartachtige mandibelpunten zijn de monddelen licht roodgeel gekleurd. De achterste hoeken van het halsschild hebben een sterke in de lengte lopende richel. Het achterlijf is donker van kleur. De elf-delige antennen zijn aan de basis roodachtig en worden naar de top donkerder.  In tegenstelling tot andere soorten aardvlooien hebben de kevers geen bijzonder verdikte achterste dij en vertonen daarom geen overeenkomstig springgedrag.

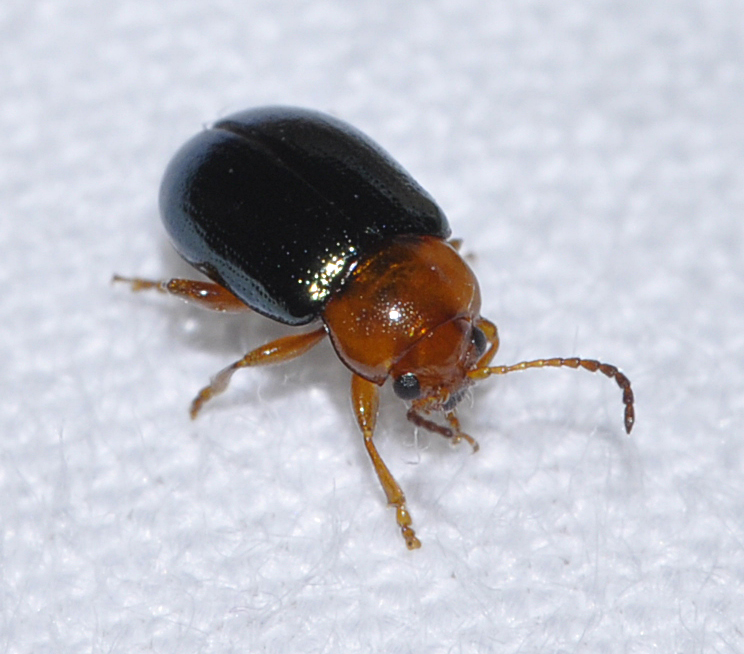
Kever
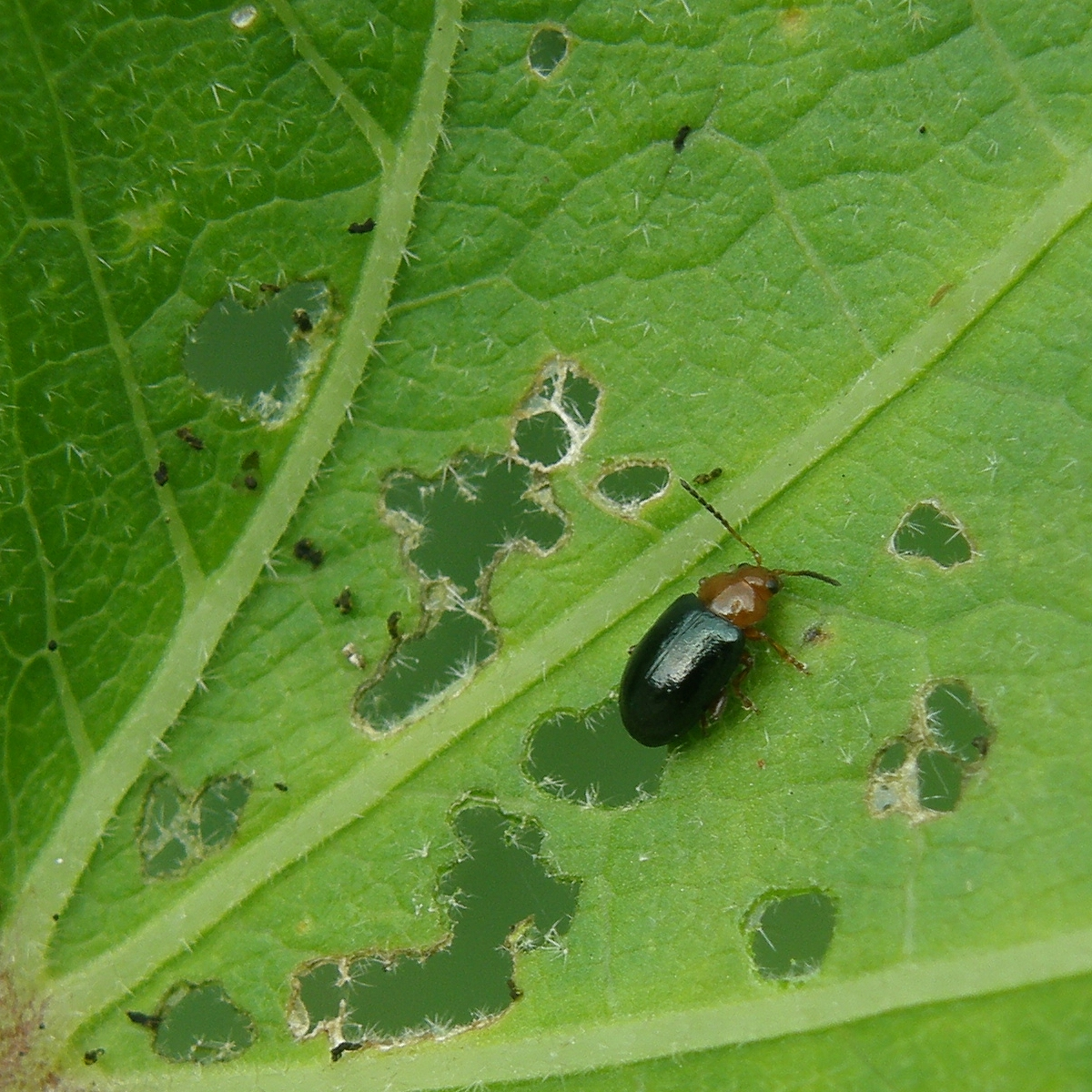
Vraat op stokroos
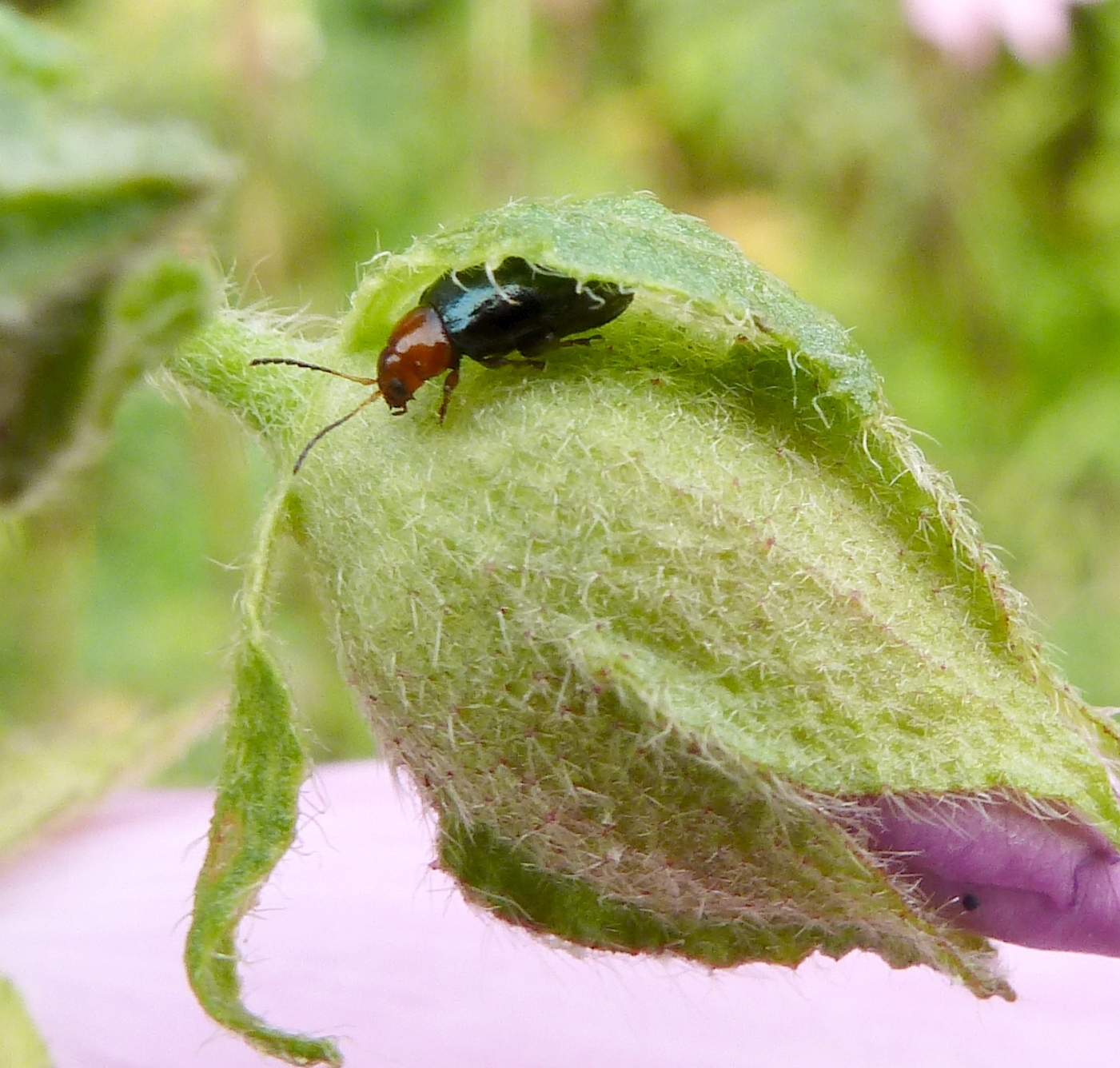
Kever op bloemknop

## Levenswijze
Er is één generatie per jaar. De larven overwinteren. De larven vreten van de wortels en van het merg van de stengels van de waardplant. Ze verlaten later de plant en overwinteren in de grond, waar ze in het voorjaar verpoppen. Vanaf mei komen de kevers uit de poppen. De kevers vreten van de bladeren van de waardplant, waardoor er gaatjes ontstaan en uiteindelijk geskeletteerd worden. Na paring zetten de vrouwtjes de eieren af aan de voet van de plant.

## Waardplanten
Waardplanten zijn soorten van de stokroos, kaasjeskruid, heemst en Lavatera.